# Koyama Shōtarō
En aquest nom japonès, el cognom és Koyama.
Koyama Shōtarō (小山正太郎; Nagaoka, 21 de gener de 1857—Tòquio, 7 de gener de 1916) va ser un pintor japonès, un dels pioners de la pintura d'estil occidental (yōga) durant el període Meiji. Va ser mestre de diverses generacions pintors, arribant a ser una de les figures cabdals de l'educació artística occidental. Va acabar sent anomenat el «pare de l'educació artística» al Japó.

## Biografia
Nascut a Nagaoka, a la provincia d'Echigo (actual prefectura de Niigata). Era fill de Koyama Zengen, metge del domini de Nagaoka. Va traslladar-se el 1871 a Tòquio, on va començar a cursar estudis artístics a l'escola de pintura de Kawakami Tōgai i aprengué aquarel·la amb Abel Guérineau. Després entrà a l'Escola Tècnica d'Art, on va aprendre diferents tècniques de pintura occidental sota la direcció del pintor italià Antonio Fontanesi, tenint com a companys a Asai Chū, Matsuoka Hisashi o Takahashi Genkichi. Juntament amb aquests companys i d'altres, Koyama va abandonar l'escola el 1878 perquè no estaven satisfets amb el canvi de professor quan va marxar Fontanesi, retornat a Itàlia a causa d'una malaltia, i van fundar la Societat d'Onze, que va continuar desenvolupant les seves habilitats per si mateixos.
El 1889 va ser un dels fundadors de la Societat d'Art Meiji, dedicada a la pintura d'estil occidental (yōga). Va ser mestre d'art a l'Escola Nacional de Professors, i a l'Escola Normal Superior de Tòquio. Educà moltes noves generacions de pintors. El 1890 va obrir una escola privada, coneguda amb el nom Fudōsha, esdevenint una de les figures més important de l'educació artística occidental de l'època. També exercí com a jutge d'exposicions d'art.
Va ser estudiant de l'Escola Tècnica d'Art, on va aprendre les tècniques de pintura occidentals sota la direcció del professor el pintor italià Antonio Fontanesi, juntament amb altres alumnes Asai Chū, Matsuoka Hisashi o Takahashi. Juntament amb aquests companyes, entre d'altres, Quan el 1878 el mestre tornà a Itàlia a causa d'una malaltia, van abandonar l'escola perquè no estaven satisfets amb el substituit de Fontanesi i van fundar l'Associació d'Onze per continuar desenvolupant les seves habilitats mitjançant els seus propis esforços.
Destacà en la pintura de guerra. Va anar a la Xina durant la Primera Guerra Sinojaponesa (1894-1895) sota els auspicis de diversos patrocinadors per crear imatgeria del conflicte. Especialment conegut per ser un fervent defensor de la necessitat de documentar la guerra a través de l'art. És coneguda la seva pintura panoràmica L'exèrcit japonès atacant Pyongyang a la Guerra Sinojaponesa, la qual va trigar uns cinc mesos a finalitzar, un esforç que va involucrar trenta dels seus deixebles, i acabà, finalment, el 1896. Va ser exposada al Teatre Panorama del Japó i atragué molta audiència.
Com a propugnador d'una nova visió de les arts, va ser crític amb l'art cal·ligràfic tradicional i va proposar oficialment excloure la cal·ligrafia de les belles arts. Considerava que no entrava en el nou paradigma perquè estava més lligada a l'escriptura, que no pas imatges visuals. El 1882 escrigué un article on afirmava que la cal·ligrafia no era un art, elogiant, en canvi, l'alfabet llatí, on afirmà que era bonic perquè era útil, eficient i clar. Per contra, la cal·ligrafia, malgrat intentar assolir l'espiritualitat, no contribuïa al coneixement. Aquestes afirmacions van provocar la resposta el teòric de l'art Okakura Kakuzō, que afirmà que seria el temps el que demostraria si era un art o no.

## Obres
- Penya-segat d'hivern de Kawakami (1879).[2]
- El cirerer de Sendai (1881). Museu d'Art Modern de Niigata.[2]
- Peònies (ca. 1887). Museu d'Art de Hiroshima.[1]
- Assadollant-se amb sake pur en una botiga al camp a la tarda (1889), Museu d'Art de Pola.[6]
- Primavera vora l'aigua (1891).[2]
- L'exèrcit japonès atacant Pyongyang a la Guerra Sinojaponesa (1896)[3]